# Jeffry Wyatville
Sir Jeffry Wyatville RA (Burton-upon-Trent, 3 de agosto de 1766 – Londres, 18 de fevereiro de 1840) foi um arquiteto britânico. Nascido como Jeffry Wyatt em uma estabelecida dinastia de arquitetos, ele mudou seu nome para Wyatville em 1824 com a permissão do rei Jorge IV do Reino Unido para se diferenciar de seus parentes. Ele é mais lembrado por seus trabalhos de reforma e modernização da Casa Chatsworth e principalmente do Castelo de Windsor.